# 19-й армійський корпус (Україна)
19-й армійський корпус (19 АК) — оперативно-тактичне об'єднання Сухопутних військ Збройних сил України.

## Історія

### Передумови
З кінця 2024 року обговорювався перехід ЗСУ на корпусну систему. На початку 2025 року ці зміни почали втілюватися.

### Створення
На травень 2025 року 19-й армійський корпус входив до складу оперативного командування «Південь» Сухопутних військ.

## Структура
- 39-й батальйон безпілотних систем[4]
- 94-й протитанковиий батальйон[4]
- 530-й окремий батальйон[4]

## Командування
- з 2025: бригадний генерал Бакулін Олександр Олександрович[3]

## Символіка
У символіці корпусу, який сформовано на колишніх теренах Чорноморського козацького війська, використано символи з їх першого прапора, який, за спогадами, було збережено під час руйнування Січі.
Офіційна емблема 19-го армійського корпусу була представлена у травні 2025 року одночасно з оголошенням про формування корпусу. Вона створена відповідно до нових стандартів військової геральдики, затверджених Міністерством оборони України, та є результатом співпраці між Головним управлінням доктрин та розвитку ЗСУ й Українським інститутом національної пам’яті.